# Ju Wenjun
Ju Wenjun (居文君S, pinyin: Jū Wénjūn; Shanghai, 31 gennaio 1991) è una scacchista cinese, Grande Maestro, vincitrice nel 2010 e 2014 del campionato cinese femminile e campionessa del mondo in carica dal 2018.

## Carriera

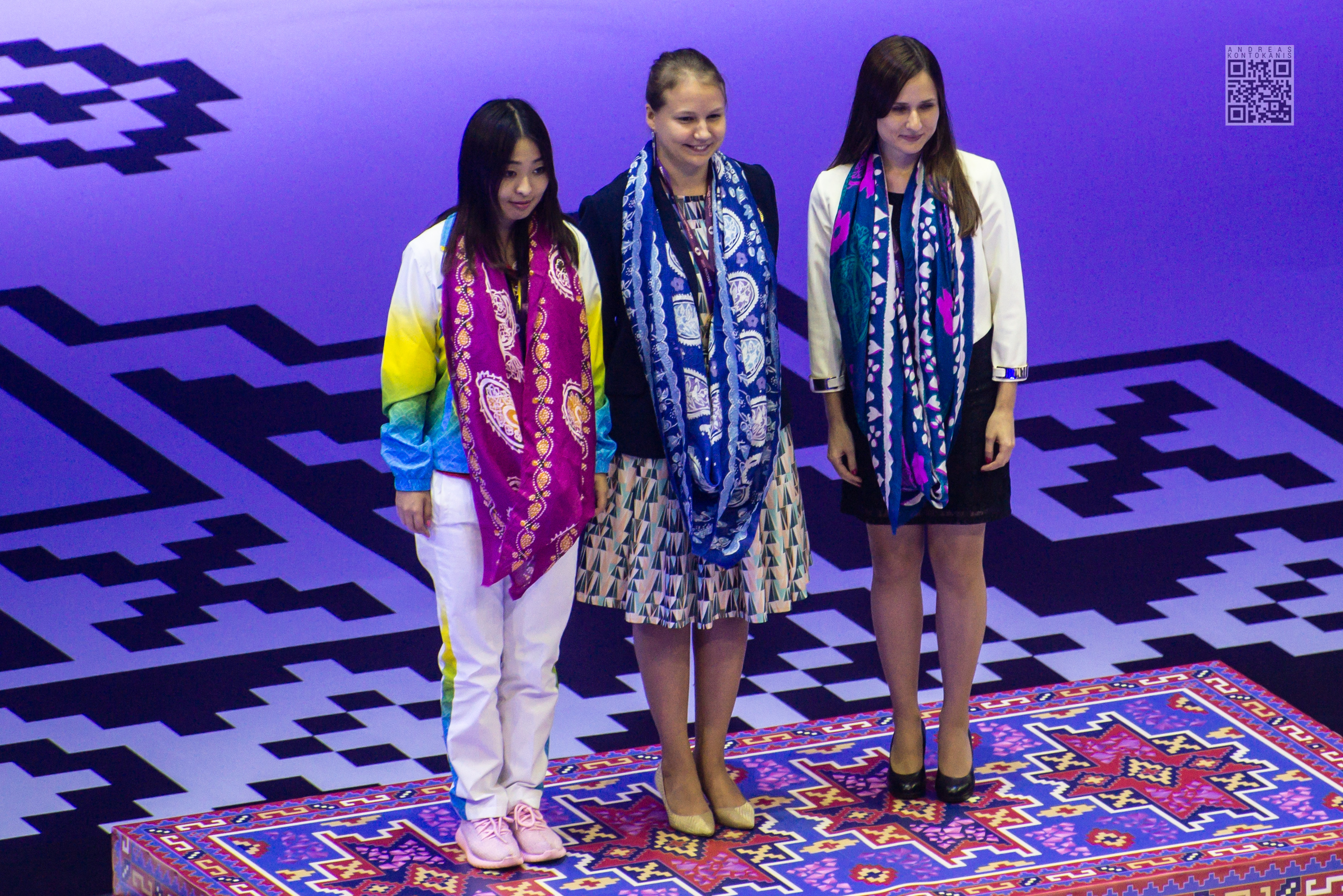
Ju Wenjun durante la premiazione delle seconde scacchiere dell'Olimpiade di Baku 2016 assieme a Valentina Gunina (Oro) e Deimantė Daulytė (Bronzo)

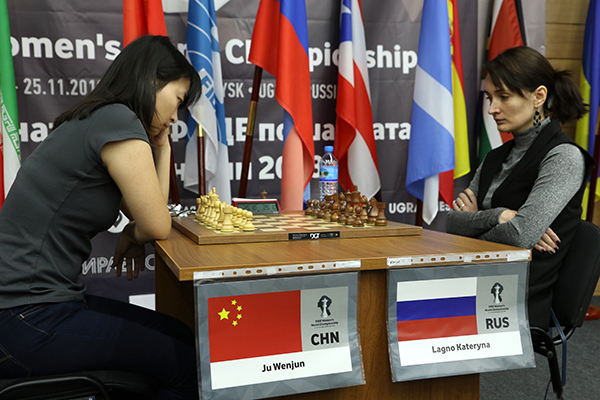
Un momento della finale del Mondiale KO 2018 contro Kateryna Lahno

- 2011: a luglio vince il "1st Hangzhou Women Chess Tournament", davanti a Hou Yifan;
- 2011: a ottobre è seconda nel "Women's Grand Prix" di Nal'čik, dietro a Zhao Xue;
- 2014: pari seconda con Elina Danielyan, dietro a Hou Yifan, nel 5º "Women's Grand Prix 2013–14" in Georgia;
- 2014: pari prima con Hou Yifan nel 6º "FIDE Women's Grand Prix 2013–14", a Sharja. In novembre la FIDE le attribuisce il titolo di Grande maestro.[2]
- 2016: a settembre vince le Olimpiadi scacchistiche femminili con la squadra della Cina; ha giocato in seconda scacchiera, ottenuto 7 ½ punti e conquistato, oltre alla Medaglia d'Oro a squadre, la Medaglia d'Argento individuale come seconda scacchiera.
- 2017: in dicembre a Riad si laurea Campionessa del Mondo a gioco rapido.
- 2018: a maggio vince contro la connazionale Tan Zhongyi il Campionato del mondo femminile per 5.5-4.5 in un match disputato a Shanghai e Chongqing.[3] In ottobre vince con la Cina le Olimpiadi e la medaglia d'oro individuale.[4] In novembre si conferma Campionessa del Mondo a Chanty-Mansijsk battendo Kateryna Lahno nella finale del Mondiale KO per 5-3.[5] In dicembre difende il titolo di Campionessa del Mondo a gioco rapido, vincendo in solitaria a San Pietroburgo il Campionato mondiale rapid femminile con il punteggio di 10 su 12.[6]
- 2019: in luglio disputa a Wenzhou un match, denominato Xinqiao Cup, sulle 4 partite a cadenza classica contro la georgiana Bela Khotenashvili: il punteggio di 2 ½ a ½ alla fine della terza partita sancisce la vittoria della giocatrice cinese senza la necessità di giocare l'ultima partita.[7] In settembre a Skolkovo giunge seconda nella prima tappa del FIDE Women Grand Prix con il punteggio di 7 ½ su 11.[8]
- 2020: in gennaio disputa tra Shanghai e Vladivostok contro la russa Aleksandra Gorjačkina il Mondiale 2020 che la vede difendere il Titolo con il risultato di 8 ½ a 7 ½ dopo gli spareggi a gioco rapido, conquisando il titolo per la terza volta.[9] In marzo prende parte a Losanna alla terza prova del FIDE Grand Prix femminile, che la vede giungere 9a su 12 con 4,5 punti (+1 =7 -3).[10]
- 2023: In luglio tra Chongqing e Shanghai ottiene per la quarta volta il titolo mondiale sconfiggendo 6,5-5,5 Lei Tingjie.
- 2024: In giugno vince la prima edizione femminile del Norway Chess.[11]
- 2025: In aprile tra Chongqing e Shanghai ottiene per la quinta volta il titolo mondiale sconfiggendo 6,5-2,5 Tan Zhongyi.

## Collaborazioni
È allenata dal Grande Maestro cinese Ni Hua.